# След (телесериал, Польша)
«След» (пол. Ślad) — польская детективно-криминальная драма производства Tako Media. Является адаптацией одноименного российского сериала «След», повествует о деятельности Центрального следственного отдела (пол. Centralnego Wydziału Śledczego, сокращённо CWS). Премьера состоялась на телеканале «Polsat».

## В ролях
- Анита Янсия — субинспектор Рената Рожаньска — руководитель CWS
- Мариуш Якус — комиссар Рафал Валчак — заместитель главы CWŚ
- Джоанна Короневска — комиссар Майя Олендер — заместитель главы CWŚ (из серии 49)
- Агнешка Кавиорска — комиссар Малгожата Мазурек — следователь CWŚ
- Кшиштоф Вах — комиссар Себастьян Врона — dochodzeniowiec CWS
- Цезарий Лукашевич — комиссар Артур Котович — следователь CWŚ
- Петр Витковский — комиссар Бартош Майский — следователь CWŚ
- Вальдемар Блащик — комиссар Павел Герман — следователь CWŚ (из серии 50)
- Михал Гадомский — комиссар Енджей Лисовски — следственный отдел CWŚ
- Войцех Старостецкий — профессор, доктор судебной медицины — Петр Романский
- Ада Фийал — судебный врач — Никола Ястшембска (из эпизода 67)
- Марсель Сабат — техник-компьютерщик, лаборант — Юрек Чихоцкий (из эп. 49)
- Марта Ярчевска — техник, лаборант, специалист по баллистике — сержант Кинга Бельская
- Зузанна Лит — техник, лаборант, программист — комиссар Илона Анджеевская
- Джеймс Малкольм — техник, лаборант, специалист по баллистике и биолог — старший аспирант Яцек Заремба
- Паулина Микункевич — старший аспирант Юлия Сулимовска — следователь CWŚ (эпизоды 6-47)
- Александра Хамкало — судебный врач — Анна Шпунар (эпизоды 1-67)
- Камил Шептицки — техника IT , лаборатория — Томас Бучик (эпизоды 1-48)
- Пшемыслав Блющ — заместитель премьер-министра, министр внутренних дел — Кшиштоф Скора (1-3 серии)
- Влодзимеж Матушак — премьер-министр (эпизоды 1-3)